# Fernand Cian

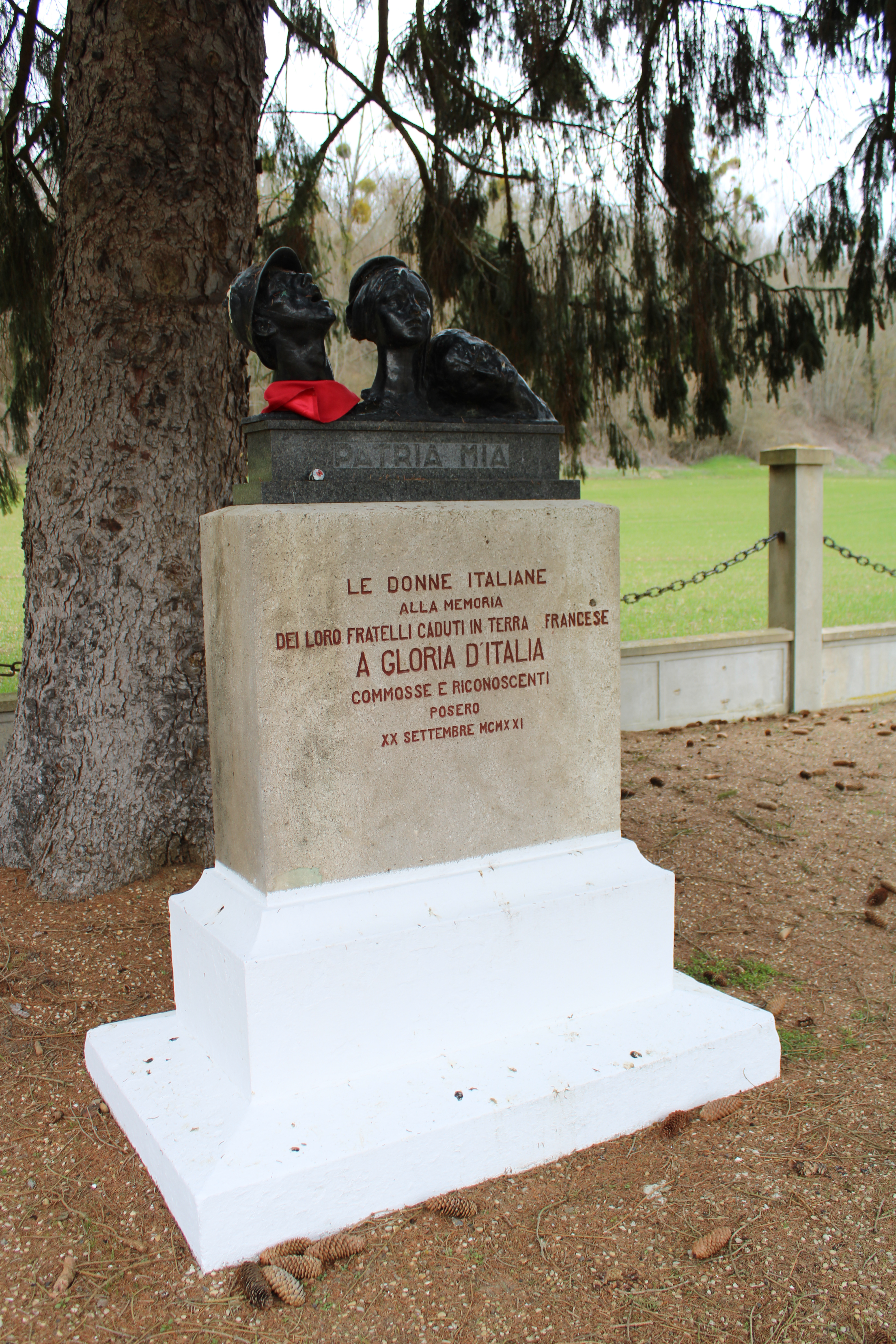
Monument au Cimetière militaire italien de Soupir par Fernand Cian

Fernando Ciancianaini connu sous le nom de Fernand Cian, né à Carrare (Italie) en 1889 et mort en 1954, est un sculpteur français d'origine italienne.

## Biographie
Élève d'Alexandre Falguière, il travaille à Paris dans l'atelier de Léo Laporte-Blairsy et obtient une mention honorable au Salon des artistes français de 1921.